# Karl Svensson
Karl Svensson (* 21. März 1984 in Jönköping) ist ein schwedischer ehemaliger Fußballspieler. Der Abwehrspieler, der in Schottland und Frankreich unter Vertrag stand, nahm mit der schwedischen Nationalmannschaft an der Weltmeisterschaft 2006 teil.

## Werdegang

### Karrierebeginn in Schweden
Svensson begann seine fußballerische Laufbahn bei Egnahems BK. 2000 wechselte er in die Jugend des mehrjährigen Erstligisten Jönköpings Södra IF. Beim Klub aus Småland debütierte der Innenverteidiger alsbald in der Männermannschaft, die in der drittklassigen Division 2 Östra Götaland antrat. Mit ihr belegte er regelmäßig Plätze im Mittelfeld der Liga.
Svenssons Talent wurde auch höherklassig entdeckt. Vor der Erstliga-Spielzeit 2003 schloss sich der Abwehrspieler dem schwedischen Traditionsverein IFK Göteborg in der Allsvenskan an. Zunächst war er nur Ergänzungsspieler und kam vor allem als Einwechselspieler zum Einsatz, da Trainer Johansson hauptsächlich auf die Abwehrreihe um Mikael Antonsson, Dennis Jonsson, Hjálmar Jónsson und Magnus Erlingmark setzte. Ab seinem zweiten Jahr beim Klub konnte er sich über weite Strecken in der Startformation des Klubs festsetzen. In der Folge berücksichtigte ihn Torbjörn Nilsson, der Trainer der schwedischen U-21-Auswahl, in der Juniorennationalmannschaft. Auch nachdem Jörgen Lennartsson und Tommy Söderberg die Mannschaft 2005 übernahmen, gehörte er zu den regelmäßig Berufenen, rückte jedoch hinter seinen Göteborger Mannschaftskameraden Mattias Bjärsmyr und Oscar Wendt ins zweite Glied.
Mit der Klubmannschaft erreichte Svensson in der Spielzeit 2005 das beste Ergebnis seiner jungen Karriere. Mittlerweile zum Mannschaftskapitän befördert, führte er den Verein mit vier Punkten Rückstand auf den Stockholmer Klub Djurgårdens IF auf den zweiten Tabellenplatz. Durch gute Leistungen im Saisonverlauf hatte er sich auch ins Notizbuch von Nationaltrainer Lars Lagerbäck gespielt und kam zu Beginn des folgenden Jahres zu seinem Debüt im Nationaljersey. Bei einer Länderspieltour im arabischen Raum stand er am 18. Januar des Jahres beim 1:1-Unentschieden gegen die saudi-arabische Nationalmannschaft durch Tore von Anders Svensson und Mohammed Haidar in der Startformation. Ohne ein weiteres Länderspiel bestritten zu haben, gehörte er im Sommer als Ersatzmann für die etablierten Abwehrspieler Olof Mellberg, Teddy Lučić und Petter Hansson dem Kader für die Weltmeisterschaft in Deutschland an, kam dort jedoch nicht zum Einsatz.

### Wechsel ins Ausland
Kurz vor Beginn des Weltmeisterschaftsturniers gab der schottische Spitzenklub Glasgow Rangers die Verpflichtung Svenssons bekannt. Bei der vom neu verpflichteten französischen Trainer Paul Le Guen betreuten Mannschaft aus dem Ibrox Stadium unterschrieb er einen Kontrakt mit drei Jahren Laufzeit. Unter dem Franzosen gehörte er an der Seite von Julien Rodriguez zunächst zu den Stammkräften in der Abwehrkette. Auch nachdem Le Guen Anfang Januar durch Walter Smith ersetzt worden war, behielt er bis Ende des Monats seinen Stammplatz. Am Ende der Wintertransferperiode verpflichtete der Klub jedoch mit Ugo Ehiogu und David Weir zwei Defensivspieler, die in der Folge den Schweden aus der Mannschaft verdrängten.
Zu Beginn der Allsvenskan-Spielzeit 2007 im April des Jahres bemühte sich IFK Göteborg um eine Rückkehr Svenssons. Dieser lehnte jedoch ein Leihgeschäft mit dem schwedischen Klub ab, da er sich bei den Rangers durchsetzen wollte. Bis zum Saisonende konnte er sich allerdings nicht gegen die Konkurrenz in der Abwehrreihe erwehren und kam nach seinem letzten Spiel am 18. Februar beim 2:1-Erfolg über den FC Falkirk, bei dem er eine Halbzeit auflaufen durfte, zu keinem weiteren Einsatz für den Klub.
Im Sommer des Jahres verließ Svensson nach 21 Partien in der Scottish Premier League die Rangers in Richtung Ligue 1. Beim französischen Erstligaaufsteiger SM Caen, der 1 Million € Ablösesumme bezahlte, unterschrieb er Ende Juli einen Drei-Jahres-Kontrakt. Zu Beginn der Ligue-1-Spielzeit 2007/08 gehörte er zu den Stammspielern, ehe er sich am dritten Spieltag im August am Knie verletzte. Anschließend fiel er längere Zeit durch eine Rückenverletzung aus und fasste nach seiner Genesung nicht mehr richtig Tritt beim nordfranzösischen Klub, da er die gesetzten Abwehrspieler Nicolas Seube, Jérémy Sorbon und Cédric Hengbart nicht verdrängen konnte.

### Rückkehr nach Schweden
Im Februar 2009 verließ Svensson den französischen Klub, bei dem er in der ersten Hälfte der Spielzeit 2008/09 zu einem Spieleinsatz gekommen war, in Richtung Schweden. Bei seinem alten Klub IFK Göteborg unterschrieb er einen Vier-Jahres-Kontrakt. In der Vorbereitung bremste den Abwehrspieler jedoch ein Fieber. Anschließend fiel er verletzungsbedingt bis zum Sommer aus. Sein erstes Pflichtspiel für den Göteborger Klub bestritt er am 26. Juli des Jahres, als er bei der 1:2-Niederlage gegen Trelleborgs FF in der 82. Spielminute für Mikael Dyrestam eingewechselt wurde. Aufgrund seiner Verletzungsanfälligkeit kam er jedoch nur unregelmäßig zum Einsatz. Nach einer guten Vorbereitung auf die Spielzeit 2010 zu Saisonbeginn in der Startformation verlor er nach schwachen Leistungen seinen Stammplatz, so dass er einerseits in der Allsvenskan auf der Ersatzbank Platz nehmen musste und andererseits für die Zweitvertretung des Klubs antrat. Während er daher mit anderen Vereinen in Verbindung gebracht wurde, intensivierte er sein Training beim Klub, da er sich trotz der Umstände beim Verein wohlfühlte und um sich dem Trainerduo Stefan Rehn und Jonas Olsson anzubieten. In der folgenden Spielzeit schaffte er daraufhin zeitweise die Rückkehr in die Mannschaft, bei seinen 18 Ligaeinsätzen stand er in 15 Partien in der Startelf. Dennoch wollte er ein Jahr vor Ablauf seines Vertrages den Verein wechseln.
Kurz vor Weihnachten 2011 gab Svensson seinen Wechsel zurück zu seiner ersten Station im Erwachsenenfußball bekannt, bei Jönköpings Södra IF unterschrieb er einen Vertrag mit drei Jahren Laufzeit. Für den Zweitligisten bestritt er 53 der möglichen 90 Saisonspiele während seiner Vertragslaufzeit. Zum Jahreswechsel 2014/15 konnten Verein und Spieler keine Übereinkunft über eine Vertragsverlängerung treffen, daher trennten sich die Wege.